# ニコラウス・オットー

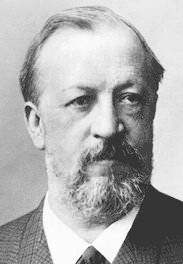
ニコラウス・オットー

ニコラウス・アウグスト・オットー（Nikolaus August Otto, 1832年6月10日 - 1891年1月26日）は、ドイツの発明家。ピストン室で直接燃料を効率的に燃焼させる初めての内燃機関を発明した。現在でも4ストロークの概念は「オットーサイクル」という言葉に残されている。

## オットーの生涯
オットーは1832年6月10日にナッサウ公国の小都市ホルツハウゼン（Holzhausen an der Haide, 現ラインラント＝プファルツ州）で生まれた。そこで初等教育を受け、1848年、16歳の時に学校を離れて生活のために食料品店で働き始め、後にケルンに転居した。1859年に初めてエティエンヌ・ルノワールの石炭ガス燃焼機関を見た後で内燃機関の実験を始めた。
1861年、ルノワールの設計を基にした内燃機関を初めて試作した。1864年、ケルンで内燃機関製造会社N.A.オットーを共同経営者のオイゲン・ランゲンと共に立ち上げた。この会社は今日でもドイツAGとして存続しており、140年以上の歴史を誇る、世界でも最古の内燃機関製造会社となっている。
1867年、オットーの会社は当初2サイクルの内燃機関を生産した。オットーの会社の創業期に、まず「大気気体出力機械」で大きな前進があった。この機械はパリ万国博覧会で、小企業による経済的な推進機械として金賞を受賞した。この内燃機関の生産は1868年に始まった。1872年、オットーの会社にゴットリープ・ダイムラーとヴィルヘルム・マイバッハがしばらく加わり、4ストローク・サイクル、すなわち「オットー・サイクル」内燃機関の概念を作り上げ、1876年には文書化された。1877年、オットーは「オットー・サイクル」で特許を取得し、1882年にヴュルツブルク大学の哲学部から名誉博士号を授与された。
1884年、オットーは再度、内燃機関の設計を革新した。この時点まで、内燃機関は燃料に石炭ガスを使っていたため、建物内に固定して使っていた。また、ガスを点火し、始動するためには種火を必要とした。これが低圧電磁点火装置の導入で、液体燃料が使えるようになり、移動する物体に搭載することが可能になった。
1886年、オットーの競合社がオットーの特許に異議申し立てをした。これはフランスのアルフォンス＝ウジェーヌ・ボー・ド・ロシャスという技師が4ストロークを提案しているパンフレットが早くにあったというものであった。このためにオットーの特許は無効となったが、その頃にはオットーの内燃機関は広く使われる唯一の物となっていた。オットー・サイクルの内燃機関は今日でも自動車、オートバイおよびモーターボートに最も良く使われる物となっている。オットーは1891年1月26日にケルンで死去した。

## 内燃機関の開発
ダイムラーとマイバッハは1890年にドイツAGを退社し、ダイムラー・モトーレン・ゲーゼルシャフト（ダイムラー・エンジン会社）を設立した。その会社の目的は、オットーの会社で発明したのと同じ技術を使って、小型で高速の内燃機関を作ることであった。1885年、ダイムラーとマイバッハはオットー・サイクルの内燃機関を積んだオートバイを設計、開発しており、特許も取得していた。1886年、2人は駅馬車に実験的に内燃機関を搭載し、1889年、４輪自動車を開発した。1892年、自動車を販売した。
1900年にダイムラーが死去し、1909年にはマイバッハが会社を離れた。1926年、その後継者がカール・ベンツの会社を合併し、ダイムラー・ベンツになった。これが現在のメルセデス・ベンツである。

## オットー・サイクル
オットー・サイクルの内燃機関は当初固定式で設計されており、その動作はシリンダー内のピストンを上下させるものである。後に自動車の内燃機関に採用された形態では、4つのストロークが次のように定義される。
1. 下向きの吸気ストローク、石炭ガスと空気がピストン室に入る。
2. 上向き圧縮ストローク、ピストンが混合気を圧縮する。
3. 下向き出力ストローク、燃料混合気を電気点火器で発火させる。
4. 上向き排気ストローク、排ガスをピストン室から排出する。

オットーはその内燃機関を固定式原動機としてのみ販売した。

## 初期の特許
最近の歴史研究によると、イタリアの発明家エウジェーニオ・バルサンティとフェリーチェ・マッテウッチが1854年にロンドンで内燃機関の効率的に働く物を特許登録していた（特許番号1072）。オットーの内燃機関は多くの構成要素でこの特許から発想されたと主張されているが、オットーがこのイタリアの内燃機関を知っていたという証拠は見つかっていない。